# Naissance en 901
Naissance
- 897
- 898
- 899
- 900
- 901
- 902
- 903
- 904
- 905

Cette page dresse une liste de personnalités nées au cours de l'année 901 :
- Ismāʿīl ibn al-Qāsim al- Qālī, linguiste et grammairien né en Irak[1].